# کرنوویت
کرنوویت (به انگلیسی: Kernowite) یک کانی است که برای اولین بار در سال ۲۰۲۰ میلادی تشریح شده است. نامگذاری آن بر پایه کورن‌وال بوده، جایی که این کانی کشف شده که در زبان کورنی، کرنو خوانده می‌شود.

## شرح
کرنوویت یک کانی آرسنات مرکب با ترکیب شیمیایی Cu2Fe(AsO4(OH))4·4H2O است. که اولین بار در سال ۲۰۲۰ شرح داده شده که کاملاً شبیه لیروکونیت است با این تفاوت که از آهن به جای آلومینیوم استفاده شده، که باعث می‌شود به جای رنگ آبی به رنگ سبز درآید. نام آن از واژهٔ کرنو، نام کورن‌وال در زبان کورنی نشأت گرفته است، این ماده معدنی در سنگی که از معدن ویل گُرلند در منطقه کورن‌وال در سال ۱۸۰۰ میلادی استخراج شده بود کشف شده است.